# Urbain Caffi
Urbain Caffi (Legnano, Lombardía, 10 de enero de 1917-Rancy, Saona y Loira, 16 de marzo de 1991) fue un ciclista que fue profesional entre 1942 y 1952. Nacido italiano, el 26 de noviembre de 1933 se nacionalizó francés. En su palmarés destaca el Campeonato de Francia en ruta de 1944. El 1950 finalizó en segunda posición en la París-Tours.

## Palmarés
- 1944
  -  Campeón de Francia en ruta
  - 1.º en el Gran Premio de los Aliados
- 1946
  - 1.º en el Gran Premio de los Deportes
  - Vencedor de una etapa de la París-Niza
- 1948
  - 1.º en el Boucles del Sena
- 1949
  - 1r a Nantua
  - Vencedor de una etapa de la Vuelta en el Marruecos
- 1950
  - 1.º en el Gran Premio Unión de comerciantes de la Aisne
- 1951
  - Vencedor de una etapa del Tour de la Manche

### Resultados al Tour de Francia
- 1947. Abandona (2.ª etapa)
- 1948. Abandona (13.ª etapa)